# Instituto Nacional de Estadística (Rumanía)
El Instituto Nacional de Estadística (en rumano Institutul Național de Statistică, abreviado INS) es un organismo especializado de la administración pública central de Rumanía encargado de recopilar datos estadísticos en los ámbitos de la geografía, la economía y la demografía. Jerárquicamente, se encuentra subordinado al Gobierno y bajo la coordinación del Primer Ministro, a través de la Secretaría General del Gobierno. Una de sus principales tareas es la de elaborar el censo de la población rumana cada 10 años (el último data de 2011).
Está dirigido por un Presidente con rango de Secretario de Estado y tres Vicepresidentes con rango de Subsecretario de Estado, uno de los cuales tiene la responsabilidad directa de las cuestiones de integración europea, el segundo tiene la responsabilidad directa de la coordinación de las estadísticas económicas y sociales, y el tercero tiene la responsabilidad directa de la coordinación de las actividades de infraestructura estadística y tecnología de la información (TI). Desde el 18 de enero de 2013 está presidido por Tudorel Andrei, estadístico especialista en econometría.
En el desempeño de su actividad, establecida conforme a la ley, se rige por los principios de autonomía, confidencialidad, transparencia, relevancia, proporcionalidad, deontología estadística y relación coste/eficiencia.

## Historia
El primer organismo estadístico oficial de Rumanía fue la Oficina Central de Estadística Administrativa (Oficiul Central de Statistică Administrativă), creada el 12 de julio de 1859, bajo el reinado de Alejandro Juan Cuza. La organización, una de las primeras organizaciones nacionales de estadística de Europa, realizó su primer censo público entre 1859 y 1860.
A lo largo de la historia del país, el organismo nacional de estadística ha recibido varios nombres, como se puede ver en la siguiente tabla:
| Nombre en español                                       | Nombre en rumano                                      | Período       |
| ------------------------------------------------------- | ----------------------------------------------------- | ------------- |
| Oficina Central de Estadística Administrativa           | Oficiul Central de Statistică Administrativă          | 1859-1892     |
| Dirección Estatal de Estadística General                | Direcția de Statistică Generală a Statului            | 1892-1925     |
| Instituto Estatal de Estadística General                | Institutul de Statistica Generală a Statului          | 1925-1936     |
| Instituto Central de Estadística                        | Institutul Central de Statistică                      | 1936-1951     |
| Dirección Central de Estadística                        | Direcția Centrală de Statistică                       | 1951-1989     |
| Comisión Nacional de Estadística                        | Comisia Națională pentru Statistică                   | 1989-1998     |
| Instituto Nacional de Estadística y Estudios Económicos | Institutul Național de Statistică și Studii Economice | 1998-2001     |
| Instituto Nacional de Estadística                       | Institutul Național de Statistică                     | 2001–presente |